# Fernando Guillén Martínez
 (février 2017).
Si vous disposez d'ouvrages ou d'articles de référence ou si vous connaissez des sites web de qualité traitant du thème abordé ici, merci de compléter l'article en donnant les références utiles à sa vérifiabilité et en les liant à la section « Notes et références ».
Fernando Guillén Martínez (Bogota, 1925 - 1975) est un chercheur en sciences sociales considéré comme l'un des essayistes les plus lucides d´Amérique latine par Hernando  Valencia-Villa[Par qui ?] en raison de sa capacité à interpréter la structure historique, sociale et politique qui caractérise les pays ibéro-américains[non neutre].

## Biographie
L’œuvre de Guillén Martínez s’écarte de celles de ces contemporains qui interprètent l’histoire comme la valorisation en ordre chronologique de la vie des dirigeants politiques, militaires et religieux, les décrivant presque comme des héros dont l’exemple devrait être suivi – et oubliant la précarité de la réalité sociale[réf. nécessaire]. Le travail de Guillén analyse les origines mêmes des formes d’association et gouvernement qui eurent lieu chez les peuples habitant la péninsule Ibérique bien avant la Découverte et comment celles-ci furent établies aussi dans les colonies en Amérique en générant là-bas leurs propres caractéristiques et manières de domination dès le début de la société métisse. 
Cette radiographie met en lumière l’essence des pays ibéro-américains et permet de comprendre pourquoi, en détriment de leurs richesses naturelles, leurs institutions, leurs grandes villes, leur potentiel touristique, agricole, minéral, etc., il y a encore autant d’inégalités sociales et la corruption et le sous-développement sont des problèmes endémiques que n’ont pas pu être résolus (cf. El Poder, 1979)[réf. nécessaire]. Guillén montre où se trouve le problème et tente d’attirer l’attention publique pour finir avec une situation d’inégalité humaine qui ne trouve aucune comparaison historique. 
Guillén fut un chercheur prolifique, mais il fut aussi journaliste, historien, sociologue, essayiste auteur d’œuvres reconnues[réf. nécessaire] comme El secreto y la imagen, La torre y la plaza, Estructure histórica, social y política de Colombia, La regeneración et El poder político en Colombia [réf. nécessaire]. Quelques-uns de ses travaux furent écrits comme des documents d’appui pour ses interventions dans des congrès et séminaires dans le monde académique mais aussi dans des articles pour des revues scientifiques dont la qualité du travail assure sa continuité et son actualité[non neutre], raison pour laquelle leur regroupement pour une publication sous la forme d’un seul livre est envisagée. C’est le cas pour Instituciones medievales españolas, El enigma del poder, Estados Unidos no es modelo, ¿Partidos políticos en 1980?, , etc.
Fernando Guillén se marie en 1948 avec Josefina Jiménez González avec laquelle il a sept enfants : María Clara, historienne, Gonzalo, journaliste et écrivain, Felipe, journaliste et écrivain, Alejandro, architecte, María del Rosario, historienne, María Margarita, philosophe et María del Pilar, chef d’entreprise. Il fut professeur dans de nombreuses universités – aux États-Unis et en Colombie comme Georgetown, New Mexico, Yale, Universidad Nacional de Colombia, Universidad de Antioquia, Universidad Jorge Tadeo Lozano.[réf. nécessaire] Il fut chef de rédaction et journaliste du journal La Razón, directeur de la revue Semana lors de sa première étape et journaliste du journal El Tiempo, de Bogota. Au moment de son décès il travaillait en tant que coordinateur des études politiques du Centre de recherche pour le développement (CID) de l’université nationale de Colombie.